# Enogrba kamela
Enogrba kamela ali dromedar (znanstveno ime Camelus dromedarius) je velik sodoprsti kopitar, ki ga gojijo v puščavskih predelih severne Afrike, Srednjega vzhoda ter vse do Kavkaza. Prenešene so bile tudi v Avstralijo kot tovorne živali, kjer danes živijo prosto v naravi. Zelo dobro so prilagojene na življenje v težkih razmerah z malo vode in hrane. Naenkrat lahko popijejo do 140 litrov vode. Samci so nekoliko večji od samic in zrastejo do 200 cm v višino.